# ワイセア・ナズング
ワイセア・ナズング（Waisea Nacuqu、1993年5月24日 - ）は、フィジーのラグビー選手。

## プロフィール
- フィジー出身。
- ポジションはフルバック(FB)。
- 身長 170cm、体重 82kg

## 略歴
2018年、シンガポールセブンズのMVPプレイヤーに選ばれた。
2021年、東京五輪の7人制フィジー代表に選ばれて金メダル獲得。
2024年、2024パリ五輪の7人制フィジー代表に選ばれて銀メダル獲得。